# Comarca Tulenega
La comarca Tulenega fue una antigua división territorial que tuvo Colombia entre 1870 y 1903, segregada de la provincia de Panamá y que comprendía los actuales territorios gunas de Panamá y Colombia. Tulenega fue creada como consecuencia de la ley del 4 de junio de 1870 sobre reducción de indios, que llevó al convenio del 10 de enero de 1871 y que fue ratificado por medio del decreto del 29 de abril de 1871.

## Historia
La creación de la comarca fue promovida por los líderes indígenas Yáquiña-Nilele, Pali-Cuá, Guavia y Machigua, quienes viajaron a Bogotá para entrevistarse con el presidente Eustorgio Salgar de los Estados Unidos de Colombia y poner de manifiesto los atropellos a los cuales estaban siendo sometidos por parte de ciudadanos extranjeros (principalmente británicos) y nacionales quienes pretendían explotar los recursos de la región.
Tras el encuentro entre los líderes indígenas y el presidente colombiano, se suscribió un convenio el 10 de enero de 1871 mediante el cual el gobierno de los Estados Unidos de Colombia se comprometía a proteger y defender a los indígenas Tule en tanto estos se sometían a las leyes de la Unión, entre otras disposiciones referentes a la comunicación entre la zona y el interior. Este convenio fue ratificado por el decreto del 29 de abril de 1871 que, entre otras cuestiones, disponía la forma de administrar el territorio, las funciones del comisario nacional delegado, la manera en que los indígenas debían comunicarse con las autoridades colombianas, y los derechos y deberes de ambas partes dentro de la comarca.
Tulenega perduró hasta la separación de Panamá de Colombia en 1903, año en que el nuevo gobierno desconoció el régimen jurídico de la comarca Tulenega, situación que derivó en la revolución kuna de 1925.

## División territorial
Tulenega tenía por capital a la localidad de El Porvenir y estaba subdividida en los distritos de San Blas (capital El Porvenir) y Tule (capital Ailigandí).
Según la ley que creó la comarca, comprendía los caseríos de Narganá, Cartí, Acandí, Putrigandí, Pajee, Ucupá, Cubsení, Cuití, Sasardi, Cartí-Seniacutí, Urgandí, Ogobgandí, Ailigandí, Samgandí, Agglá, Caledí, Tanela, Ailigandí-Seniacutí, Onguía, Arquía, Irgandí, Cuibgandí, Asnasocuno, Cuebdí, Guanugandí, Attolo, Cutí, Tituco, Pareadinacá, Tiuarsicuá, Navargandí, Cuinubdí, Gualanega, Mordí, Asnadí, Sogubdí y demás establecimientos indígenas.